# Пираты Карибского моря: На странных берегах
«Пира́ты Кари́бского мо́ря: На стра́нных берега́х» (англ. Pirates of the Caribbean: On Stranger Tides) — фэнтезийный фильм плаща и шпаги режиссёра Роба Маршалла и продюсера Джерри Брукхаймера, четвёртая часть серии фильмов «Пираты Карибского моря». Основой для сценария стал роман Тима Пауэрса «На странных берегах», однако фильм не является адаптацией, от книги заимствованы лишь некоторые элементы сюжета и персонажи.
Кира Найтли и Орландо Блум, исполнявшие главные роли в первых трёх частях серии, а также Гор Вербински, режиссёр оригинальной трилогии, отказались от участия в проекте. Из участников оригинальной трилогии своё согласие дали только Джонни Депп, Джеффри Раш и Кевин Макнелли.
Помимо них, в фильме сыграли Пенелопа Крус, Иэн Макшейн, Ричард Гриффитс и Стивен Грэм. Первоначально предполагалось, что фильм будет называться «Пираты Карибского моря: В поисках Святого Грааля». По словам представителя The Walt Disney Company, в случае успеха этот фильм положит начало новой трилогии. Съёмки начались на Гавайских островах (Кауаи и Оаху) 14 июня 2010 года. Премьерный показ состоялся 7 мая 2011 года в Диснейленде, впервые в истории это был специальный благотворительный показ в 3D под открытым небом. Премьера в России состоялась 18 мая 2011 года, в Латвии — 20 мая, в США также 20 мая, но только в форматах Disney Digital 3D™ и IMAX 3D.

## Сюжет
Основу сюжета фильма составляют поиски Источника молодости, предпринятые одновременно монархами Испании и Англии, а также пиратом Эдвардом Тичем по прозвищу «Чёрная Борода». В это же время героя предыдущих фильмов капитана Джека Воробья интересуют поиски пропавшего собственного корабля — «Чёрной жемчужины».
Фильм начинается с того, как двое моряков достают из воды старика, у которого обнаруживают документы с корабля известного испанского путешественника Хуана Понсе де Леона. Вместе с документами и стариком моряки отправляются в Кадис (Испания) во дворец короля Фердинанда VI. Король понимает, что Понсе де Леону удалось найти легендарный Источник молодости, и потому приказывает готовиться к экспедиции.
Тем временем Джек отправляется в Лондон (Англия), чтобы спасти от виселицы своего бывшего помощника Джошами Гиббса. Он устраивает Гиббсу побег, во время которого Джек узнаёт от Гиббса, что в Лондоне появился самозванец, выдающий себя за Джека Воробья. По слухам, двойник набирает команду для поисков Источника молодости. В то же время Гиббсу удаётся выкрасть у Джека карту к этому источнику.
Побег терпит фиаско, и оба пирата попадают в руки королевской гвардии. Пленённый Джек удостаивается аудиенции короля Георга II, который желает, чтобы Джек привел его экспедицию к Источнику прежде, чем его найдут испанцы. Возглавить экспедицию предстоит старому сопернику Джека — капитану Гектору Барбоссе, состоящему теперь на королевской службе в качестве капера, после того как он потерял и корабль Джека «Чёрную жемчужину» вместе с командой, и собственную ногу.
Не без помощи своего отца, капитана Тига, Джек умудряется бежать. В пабе Тиг предупреждает Джека об испытаниях на пути к Источнику. В скором времени Джек обнаруживает самозванца. Им оказывается бывшая возлюбленная Джека — Анжелика, которая является дочерью известного пирата Эдварда Тича по прозвищу Чёрная Борода, владеющего тёмной магией вуду и другим колдовством. Тич обладает куклой вуду, с помощью которой он может воздействовать на Джека Воробья, который из-за Анжелики попал на судно, и на пиратов, и тот после неудачной попытки бунта вынужден присоединиться к команде Чёрной Бороды и привести их к Источнику, в противном случае неподчинения он будет убит.
Дабы избежать повешения, Джошами Гиббс, запомнивший содержимое карты Джека, сжигает её, вынуждая Барбоссу взять его с собой на поиски Источника молодости.
На борту корабля Чёрной Бороды «Месть королевы Анны» Джек узнаёт о волшебном ритуале: вода из Источника должна быть выпита из двух серебряных чаш, принадлежавших некогда Понсе де Леону. Человек, выпивший из чаши со слезой русалки, получает жизнь человека, выпившего из другой чаши. Чёрная Борода, опасаясь пророчества, предрёкшего ему смерть от руки одноногого человека, собирается использовать Источник молодости, чтобы развеять чары и избежать своей судьбы. Он берёт курс на Пенную Бухту, кишащую русалками. Один из членов команды Чёрной Бороды рассказывает всем присутствующим легенду, согласно которой тот, кого поцелует русалка, никогда не утонет и будет жить вечно. В свете расположенного на берегу бухты зажжённого маяка русалки во главе с Тамарой окружают лодку вместе с матросами и вступают в бой с ними. Джеку при этом удаётся спасти Анжелику от гибели, а заодно и уничтожить сам маяк. При этом нападение русалок удаётся всё же отбить. Позднее одна русалка оказывается в руках у Чёрной Бороды. Пленный христианский миссионер Филипп Свифт влюбляется в неё и даёт ей имя Сирена. Чёрная Борода посылает Джека Воробья достать чаши, находящиеся на судне Понсе де Леона, угрожая в случае неподчинения убить Анжелику.
Добравшись до места, Джек Воробей не находит чаш, но встречает там Барбоссу. Оба понимают, что чашами завладели испанцы, суда которых ранее обогнали корабль Гектора. Выясняется, что истинная цель Барбоссы — жестоко отомстить Чёрной Бороде за «Чёрную жемчужину» — именно Эдвард Тич был виновником её заточения в бутылку — и за ногу, которую он был вынужден отрубить самому себе с целью спасения жизни. Джек и Барбосса объединяются против Чёрной Бороды и крадут чаши из военного лагеря испанцев.
Между тем Чёрная Борода жестоким обманом заставляет Сирену пролить слезу и оставляет умирать. Воробей возвращается к Чёрной Бороде с чашами и присоединившимся к нему Гиббсом. Джек ставит условие: Чёрная Борода должен вернуть его компас и отпустить Гиббса в обмен на чаши и возможность продолжить путь к Источнику. Эдвард Тич соглашается и Гиббс добровольно уходит, но перед этим Джек передает ему свой компас.
Возле Источника Чёрная Борода и его команда подвергаются нападению английского отряда во главе с Барбоссой. Джек пытался отговорить солдат и пиратов друг с другом сражаться, лучше посмотреть, как их капитаны сражаются, ибо им умирать нет смысла. Но они все равно стали друг с другом сражаться, погибли двое Английских солдат, Филипп освобождает руки от веревок и его ранил Английский солдат и он раненый побежал к Сирене. Чёрная Борода почти одолел Барбоссу, но тут появились испанский отряд — общие враги. Как выясняется, испанцы имеют совсем иные планы на Источник: они здесь лишь за тем, чтобы разрушить его, как языческое капище, полагая, что вечная жизнь может быть дарована лишь Богом. Воспользовавшись моментом, Гектор Барбосса наносит удар Чёрной Бороде отравленным клинком. Он забирает остатки английских солдат, волшебную саблю Чёрной Бороды, а также его корабль и команду в уплату за утраченную ногу.
Смертельно раненый в бою Филипп возвращается к Сирене, чтобы спасти её от смерти. Та находит чаши, брошенные испанцами в глубокие во́ды, и отдаёт их Воробью. Русалка возвращается к умирающему Филиппу, с помощью своего поцелуя исцеляет его и дарит способность дышать под водой, после чего уносит юношу жить к себе под воду.
Анжелика, случайно поранившая руку отравленным клинком Барбоссы, намеревается пожертвовать собой ради спасения жизни отца. Сам Тич готов легко пожертвовать жизнью своей дочери ради своего спасения, он выпивает чашу со слезой сирены. Анжелика выпивает из второй чаши и готовится погибнуть. Но хитроумный Воробей, предвидевший такой ход событий, ловко обманывает обоих, намеренно подтвердив неправильную догадку Чёрной Бороды, в какой чаше слеза. На самом деле чашу со слезой выпила Анжелика. Это приносит ей спасение жизни и быстро убивает жестокого старого пирата. Джек и Анжелика признаются друг другу в любви. Однако понимая, что Анжелика не простит ему смерти её отца и попытается в отместку его убить, Джек отвозит её на тот самый необитаемый остров, с которого он когда-то спасся и, невзирая на все мольбы своей возлюбленной, оставляет её там, передав перед этим один пистолет с пулей. Он присоединяется к Гиббсу, использовавшему компас Воробья, чтобы определить местонахождение «Чёрной жемчужины» и других захваченных Чёрной Бородой кораблей, которые тот с помощью магии поместил в бутылки. Остаётся лишь понять, каким образом вернуть захваченным кораблям их настоящий размер.
Барбосса тем временем переодевается в привычную для себя чёрную одежду, и на борту корабля «Месть королевы Анны» он разрывает каперскую грамоту и велит брать курс на Тортугу.
После финальных титров фильма следует короткая сцена: Анжелика подбирает прибитую волнами к берегу острова куклу, которую её отец использовал против Джека Воробья, и на губах девушки возникает улыбка.

## В ролях
| Актёр                | Роль                                       |
| -------------------- | ------------------------------------------ |
| Джонни Депп          | капитан Джек Воробей                       |
| Пенелопа Крус        | Анжелика дочь Чёрной Бороды                |
| Иэн Макшейн          | капитан Эдвард Тич (Чёрная Борода)         |
| Джеффри Раш          | капитан Гектор Барбосса                    |
| Кевин Макнелли       | Джошами Гиббс товарищ Джека                |
| Сэм Клафлин          | проповедник Филип Свифт                    |
| Астрид Бержес-Фрисби | Сирена русалка                             |
| Стивен Грэм          | матрос Скрам                               |
| Грег Эллис           | лейтенант-коммандер Теодор Гроувз          |
| Дэмиан О’Хэйр        | лейтенант Джиллетт                         |
| Оскар Хаэнада        | испанский командир                         |
| Ричард Гриффитс      | король Георг II                            |
| Кит Ричардс          | капитан Тиг отец Джека Воробья             |
| Джемма Уорд          | Тамара поющая русалка                      |
| Иэн Мерсер           | квартирмейстер, зомби-офицер Чёрной Бороды |

| Актёр               | Роль                                                |
| ------------------- | --------------------------------------------------- |
| Джуди Денч          | аристократка                                        |
| Дерек Мирс          | старшина корабельной полиции (англ. Master-at-Arms) |
| ДеОбия Опарей       | стрелок                                             |
| Себастьян Арместо   | король Фердинанд VI                                 |
| Антон Лессер        | лорд Джон Картерет                                  |
| Роджер Аллам        | премьер-министр Генри Пелэм                         |
| Пол Бэйзли          | матрос Саламан                                      |
| Кристофер Фэйрбанк  | пират Иезекииль                                     |
| Юки Мацудзаки       | пират Гархенг                                       |
| Робби Кей           | юнга                                                |
| Бронсон Уэбб        | кок                                                 |
| Хуан Карлос Веллидо | капитан рыбацкого судна                             |
| Люк Робертс         | капитан королевской гвардии                         |
| Эмилия Джонс        | девочка в Лондоне                                   |

## Создание
Ещё во время работы над фильмом «Пираты Карибского моря: Сундук мертвеца» сценаристы Тед Эллиот и Терри Россио наткнулись на книгу Тима Пауэрса «На странных берегах», которую они сочли неплохой основой для создания новой серии фильмов.
Тем не менее Россио заявил, что включить в фильм Чёрную Бороду и Источник молодости они с Эллиотом намеревались даже ещё до прочтения книги.
Ранее та же книга и аттракцион «Пираты Карибского моря» в парке развлечений «Диснейленд» вдохновили Рона Гилберта на создание приключенческой компьютерной игры The Secret of Monkey Island.
Компания Disney выкупила права на роман в августе 2007 года, и в качестве названия фильма было использовано непосредственно название книги. Само название было взято Пауэрсом из строк вымышленного поэта XIX века Уильяма Эшблесса и иногда ошибочно переводится как «На странных берегах», что, однако, не соответствует смыслу использованного Пауэрсом стихотворения.
По словам Россио, Джонни Депп принял участие в разработке сюжетной линии, делясь своим видением в частых встречах со сценаристами.
В частности, ему принадлежала идея представить Филиппа в качестве миссионера, а также пустить испанский отряд по следу главных героев.
Съёмки фильма проходили на островах Кауаи и Оаху в Гавайском архипелаге (известных по фильму «Шесть дней, семь ночей» и «Парк юрского периода»), в Лос-Анджелесе у побережья Лонг-Бич, на борту корабля «Внезапность» (англ. Surprise) (в фильме он выступает как «Провидение», корабль капитана Барбоссы). А также на Карибских островах, в Пуэрто-Рико, в крепости Сан-Кристобаль в Сан-Хуане и на необитаемом острове Паломинито. Часть сцен была снята в Лондоне.

## Музыка
Саундтрек к фильму написал Ханс Циммер в соавторстве с мексиканским гитарным дуэтом Родриго-и-Габриэла. Начинающий композитор Эдуардо Крус, брат Пенелопы, написал несколько тем для сцены, в которой герои Джонни Деппа и Пенелопы Крус танцуют танго на палубе.

## Отзывы
Фильм получил смешанные, преимущественно отрицательные отзывы кинокритиков. На сайте Rotten Tomatoes у фильма 33 % положительных рецензий из 195.
На Metacritic — 46 баллов из 100 на основе 37 рецензий.
Кинокритик Роджер Эберт оценил фильм в две звезды из четырёх.

## Премьера в России
На премьерный показ 11 мая 2011 года в Москву приехали Джонни Депп, Пенелопа Крус и продюсер фильма Джерри Брукхаймер.
За первый день показа фильм собрал рекордную сумму за историю кинопроката в России — более 132 миллионов рублей (4,7 млн долларов).

## Продолжение
Представители компании Walt Disney на премьере фильма в Москве объявили о возможном создании ещё как минимум двух фильмов серии. Изначально их премьеры были запланированы соответственно на 2013 и 2015 годы. Терри Россио уже сдал сценарий пятой части студии Walt Disney. Впервые за всю историю «Пиратов» Россио работал без своего постоянного напарника Теда Эллиота, вместе с которым они написали предыдущие четыре части. Продюсер серии Джерри Брукхаймер и режиссёр «Пиратов Карибского моря: На странных берегах» Роб Маршалл также выражали готовность работать над пятым фильмом. В интервью THR Джонни Депп признался, что сценария пятой части пока не видел, «но в принципе не против снова сыграть Джека Воробья. Только не сразу».

Не хочется говорить: «А давайте начнем снимать через месяц, чтобы успеть к Рождеству 2012 года!» Надо немного подождать. Эти фильмы должны быть для зрителя особенными, каковыми они являются для меня.

В итоге продолжение серии вышло лишь в мае 2017 года, но сюжетные линии «странных берегов» были почти полностью проигнорированы и сюжет снова вернулся к истории Тёрнеров, оставив от четвёртой части только пленённую в бутылке «Черную Жемчужину» и одноногого Барбоссу, пользующегося трофейным мечом Чёрной Бороды.